# Закон за имиграцията (1903)
Законът за имиграцията от 1903 г., наричан още Закон за изключване на анархистите, е закон на Съединените щати, регулиращ имиграцията. Той кодифицира предишния имиграционен закон и добавя четири недопустими класа: анархисти, хора с епилепсия, просяци и вносители на проститутки. Той има минимално въздействие и неговите разпоредби, свързани с анархистите, са разширени в Закона за имиграцията от 1918 г.

## Заден план
Анархизмът привлече общественото внимание в Съединените щати с аферата Хеймаркет от 1886 г. На 4 май един полицай е убит и няколко други са ранени, от които шестима по-късно почиват, след като бомба избухва на площад Хеймаркет в Чикаго. Осем членове на наскоро сформираната Международна асоциация на трудещите се (IWPA) са признати за виновни за атентата. Манифестът на IWPA от 1883 г. призовава за „унищожаване на съществуващото класово управление с всички средства, т.е. чрез енергични, безмилостни, революционни и международни действия“. Осъдените в процеса анархисти, включително екзекутираните по-късно са признати за невинни.
Идеята за изключване на анархисти от имиграция е спомената за първи път на изслушване в Конгреса през 1889 г. Законопроект, внесен на 20 юли 1894 г., се стреми да ограничи влизането на анархисти, като изисква потенциалните имигранти да посетят консулство на САЩ за политически преглед, преди да имигрират. Заместващ законопроект предлага система в рамките на Съединените щати за откриване, разпит и депортиране на имигранти, обвинени в анархизъм. И двамата умират в комитета.
На 6 септември 1901 г. Леон Ф. Чолгош, роден в Америка син на полски имигранти и самопровъзгласил се за анархист, убива президента Уилям Маккинли. Полицията отговаря, като арестува редица анархисти, включително Ема Голдман и група чикагски анархисти, които публикуваха в Свободно общество, водещото англоезично анархо-комунистическо периодично издание в САЩ по това време. По-късно всички те са освободени, тъй като не са намерени доказателства за конспирация. Има някои гледни точки в анархисткото мнение, които силно заклеймяваха Чолгош, някои го наричаха „опасен маниак“, въпреки това, което следва.
Теодор Рузвелт настоява за изключването и депортирането на имигрантите анархисти в първото си обръщение към Конгреса на 3 декември 1901 г.:
| „ | Горещо препоръчвам на конгреса, че при упражняването на своята мъдра преценка трябва да вземе предвид идването в тази страна на анархисти или лица, изповядващи принципи, враждебни на всяко правителство. ... Те и тези като тях трябва да бъдат държани далеч от тази страна; и ако бъдат открити тук, трябва незабавно да бъдат депортирани в страната, от която са дошли. | “ |

## Законодателство
Президентът Теодор Рузвелт подписва закона, официално „Закон за регулиране на имиграцията на чужденци в Съединените щати“, гл. 1012, 32 Стат. 1222 , в закон на 3 март 1903 г., последния ден от 57-ия Конгрес на Съединените щати . Той кодифицира предишния имиграционен закон и добавя четири недопустими класа: анархисти, хора с епилепсия, просяци и вносители на проститутки.  Той също така позволява депортиране в рамките на две години на всеки, който незаконно пребивава в страната, и повишава данъка върху главата на имигрантите в Съединените щати до два долара ( $2,00). Той освен това позволи депортирането на имигранти, които стават обществено обвинение през първите две години в страната.
Това беше първият закон в САЩ след Законите за извънземните и бунтовниците от 1798 г., който призовава за разпит на потенциални имигранти относно техните политически убеждения. Законът забранява всеки, „който не вярва или се противопоставя на всяко организирано правителство, или който е член или е свързан с организация, забавляваща или преподаваща такова неверие или противопоставяне на цялото организирано правителство“. Законът също ограничава депортирането на анархисти, които не са граждани, до първите три години от тяхното пребиваване в Съединените щати.

## Принудително изпълнение
Въздействието на закона е слабо. Главният комисар по имиграцията съобщава, че от момента, в който законът влиза в сила през 1903 г. до 30 юни 1914 г., на общо 15 анархисти е отказан достъп до САЩ. Той съобщи, че четирима анархисти са били експулсирани през 1913 г. и трима през 1914 г.
През октомври 1903 г., веднага след реч, изнесена от шотландския анархист Джон Търнър в лицея „Мъри Хил“ в Ню Йорк, служители на Бюрото по имиграцията го арестуват и намират копие от Свободно общество на Йохан Мост и графика на изказванията на Търнър, който включва Паметника на мъчениците от Хеймаркет. Това беше достатъчно доказателство, за да се разпореди депортирането му. Ема Голдман организира Лига за свобода на словото, за да оспори депортирането. Тя наема Кларънс Дароу и Едгар Лий Мастърс да го защитават. След като Голдман организира среща в Cooper Union на онези, които се противопоставят на депортирането, Ню Йорк Таймс в редакционна статия се аргументира в полза на закона и депортирането на Търнър. Там се наричат хората на срещата „невежи и полулуди мечтатели“ и заявява, че е „право на страната – според убеждението на Конгреса и на много, вероятно повечето американци, това прави наш дълг – да изключете го.“
Дароу и Мастърс представят защитата си на Търнър пред Върховния съд на САЩ . Те твърдят, че законът е противоконституционен и че Търнър е просто „философски анархист“ и следователно не представлява заплаха за правителството. Върховният съдия Мелвил Фулър написва решението на съда, според което Законът за правата не се прилага за извънземни и че Конгресът има право да откаже влизане на всеки, когото смята за заплаха за страната. Търнър става първият човек, депортиран по този акт.
== Изменение
Законът е приет отново на 29 юни 1906 г.
Защитниците на използването на имиграционните закони за борба с радикализма водят кампания за разширяване на дефинициите на закона за онези, които могат да бъдат изключени или депортирани. Имиграционните служители се оплакват от ограничението на закона за депортиране до първите три години от пребиваването на имигранта:
| „ | Анархистът от чужд произход... остава много тих, като правило, докато времето не го предпази от депортиране и тогава той е силен и буен и започва своя маниакален вик срещу всички форми на организирано управление. ... Не трябва да има ограничение във времето за депортирането на тези престъпници ... и ако някой остане да се крие достатъчно дълго, за да стане натурализиран, той трябва, при първите симптоми, да бъде съблечен от мантията си и незабавно депортиран. | “ |

Законът от 1903 г. е изменен от Закона за имиграцията от 1918 г., който разширява и разработва краткото определение за анархист, намерено в Закона от 1903 г., и засилва способността на правителството да депортира привърженици на анархизма.